# 吴甦乐会教堂 (林茨)

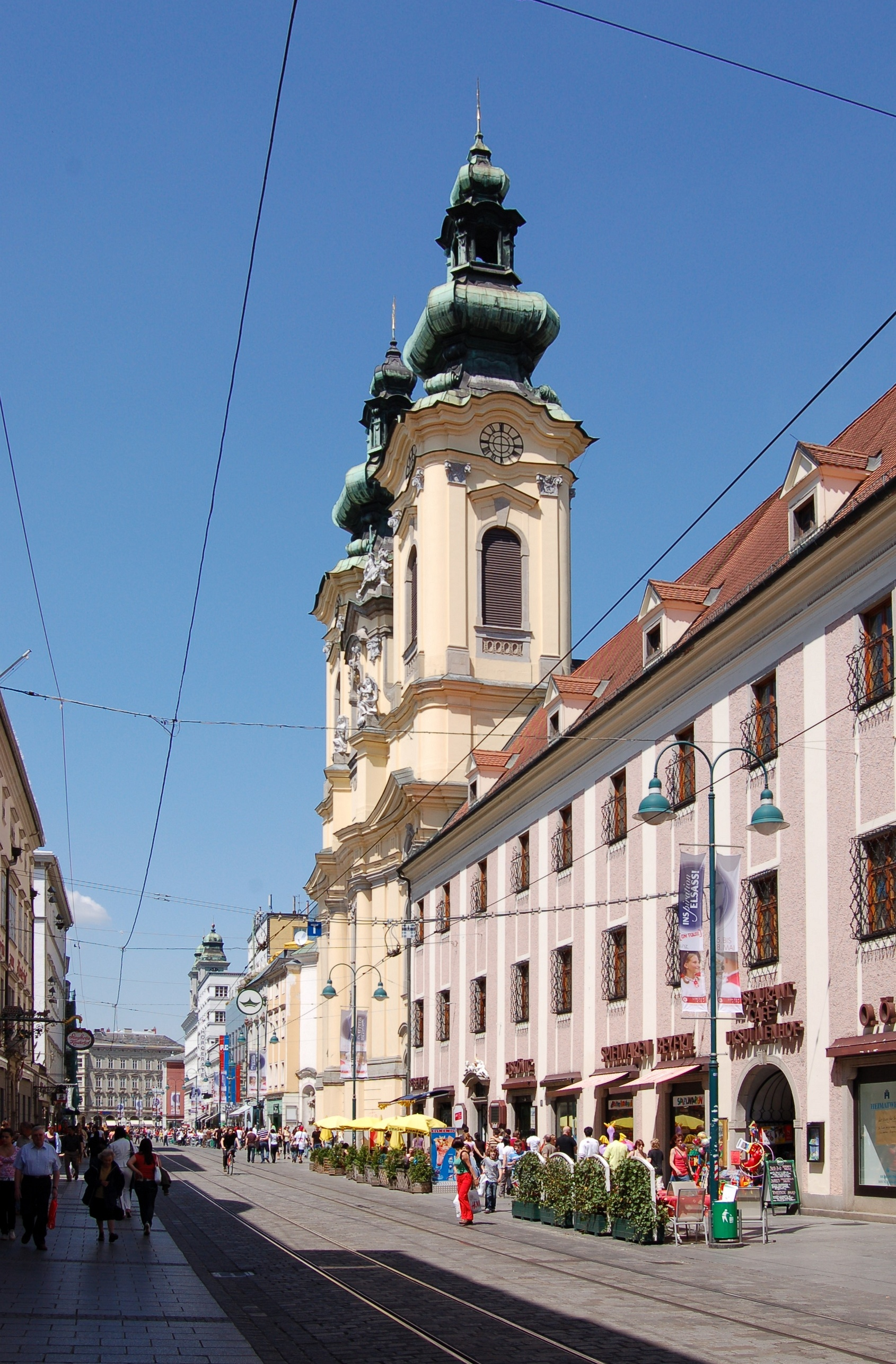
吴甦乐会教堂

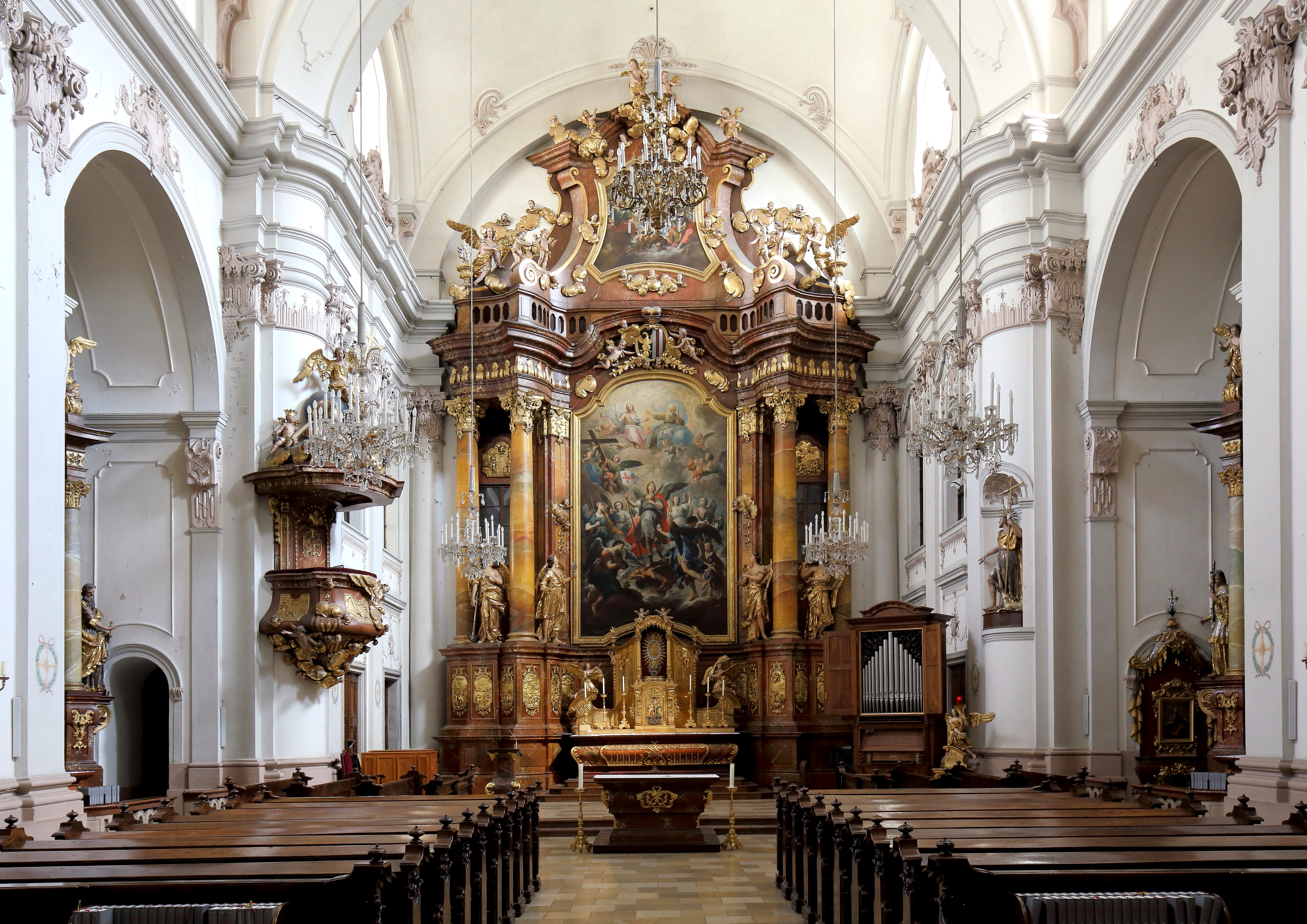
正祭台

吴甦乐会教堂（Ursulinenkirche）位于奥地利林茨，供奉圣弥额尔，由吴甦乐会（Ursulines）建于1736至1772年。它由建筑师约翰·哈斯林格设计，有两座钟楼，立面为晚期巴洛克风格。1757年祝圣。与它相连的前吴甦乐会修道院，现在是一个文化中心。1985年修复后，该教堂除作为堂区教堂以外，亦用作艺术中心和音乐厅。

## 建筑
教堂内的祭坛是巴托洛梅奥·阿尔托蒙特的作品。正祭台由约翰·马蒂亚斯·克林纳设计，于 1741 年投入使用。祭坛画的历史可追溯至 1738 年至 1740 年，由马蒂诺·阿尔托蒙特创作。

## 管风琴

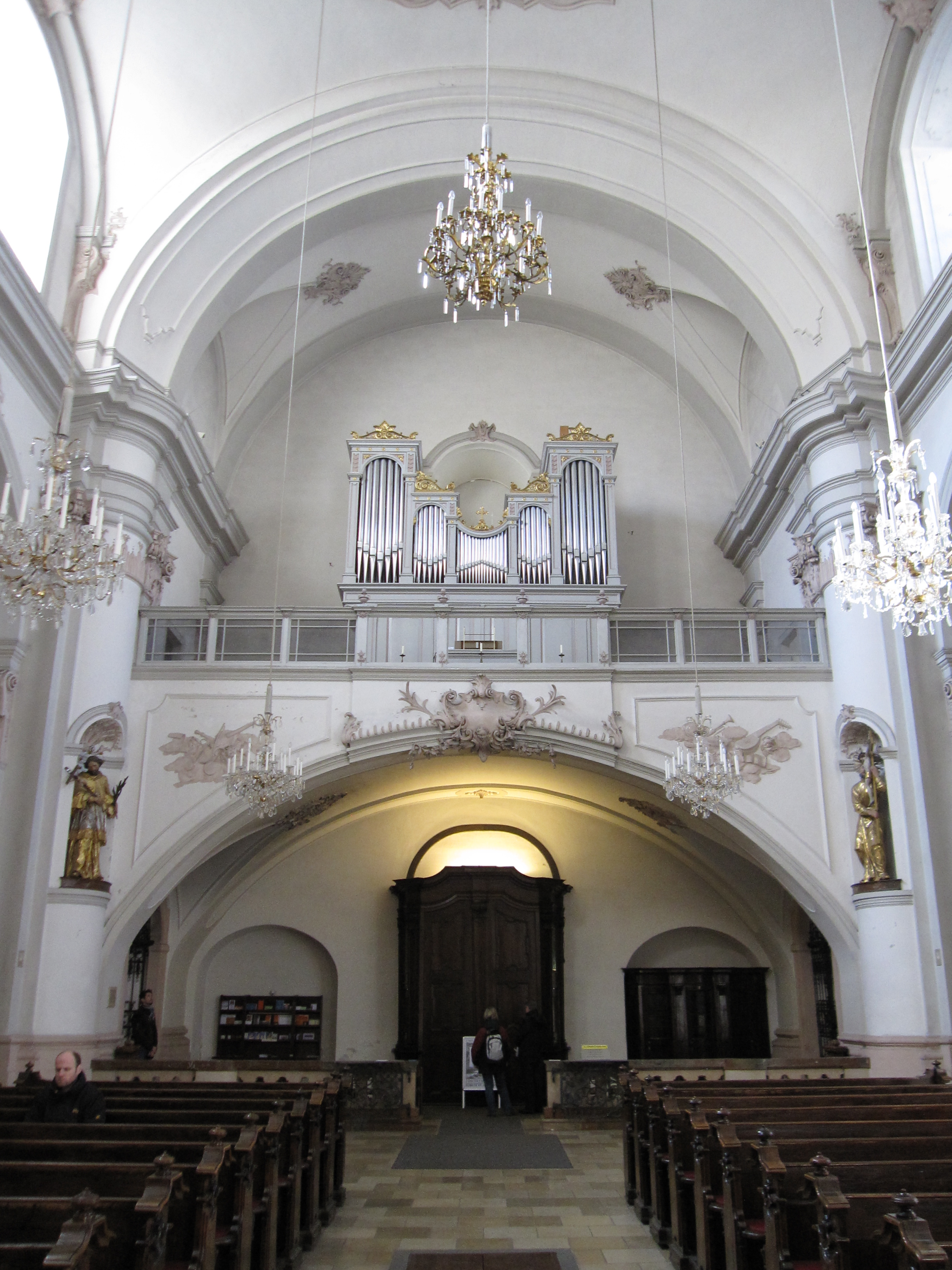

教堂管风琴由弗朗茨埃利希于1876年制造，2006年由瑞士库恩公司修复。